# Laure
Laure è un film del 1976, diretto da Louis-Jacques Rollet-Andriane e da Roberto D'Ettorre Piazzoli. Rollet-Andriane ricavò dal suo soggetto il coevo romanzo omonimo  che firmò con il nome della moglie thailandese Emmanuelle Arsan, presente nel film in veste d'attrice.

## Trama
Figlia del pastore Olsen, Laure è una bella e disinibita diciassettenne, che vive a Manila. Un giorno conosce per caso il cinereporter/documentarista inglese Nicholas e decide di partecipare con lui a una spedizione presso il mitico popolo dei Mara, delle cui usanze sessuali sono venuti a conoscenza grazie al prof. Morgan. Prima d'iniziare l'esotica avventura, Laure e Nicholas si sposano, giacché hanno scoperto di condividere gli stessi principi e la convinzione che amare significhi godere della libertà dell'altra persona.
Laure, pur concedendosi qualsiasi esperienza erotica, resta un essere puro e per questo davvero libero. 
Guidati dall'indigeno Arawa, insieme al prof. Morgan e alla sua amica Myrte, si recano nella terra dei Mara, l'isola di Emmelle. Nathalie, la moglie del professore che è solita dividersi sessualmente tra il marito e Myrte, resta invece a Manila. Laure si rende però conto d'essere circondata da individui meschini, schiavi del denaro o del prestigio sociale. Persino Nicholas, che le era parso in un primo tempo l'uomo ideale, la delude. Alla fine Laure, rimasta sola, viene condotta da una ragazzina sino agli indigeni che, dopo una notte orgiastica, l'abbandonano sotto i raggi del sole che sorge.

## Produzione
L'idea di partenza per il film la racconta il produttore Ovidio G. Assonitis: «Ero a cena col presidente della Fox e parlavamo del più e del meno, quando, a un certo punto, gli sono arrivati dei fascicoli: la sua segretaria gli portò questi fascicoli con gli incassi dei film e lui, dandogli un'occhiata mentre mangiavamo, mi disse “Ecco, questi sono i film che avremmo dovuto avere qui alla Fox!” alludendo a Emmanuelle (1974), che aveva incassato un sacco di soldi in giro per il mondo. Io gli dissi “Senti, io conosco il vero autore dei libri di Emmanuelle, quello che va sotto lo pseudonimo di "Emmanuelle Arsan". Se vuoi, lo convoco e facciamo un film, magari un film scritto da Emmanuelle Arsan subito dopo Emmanuelle”. Lui è saltato sulla sua sedia: “Fantastico! Dobbiamo assolutamente farlo! Lo voglio assolutamente!” Non esisteva ancora né sceneggiatura né niente. Contattai subito Louis-Jacques e gli proposi di fare il film, non solo come sceneggiatura ma anche come regia [...] Emmanuelle Arsan è una donna thailandese dietro la quale si è sempre nascosto il vero autore, che era il marito e si chiamava Louis-Jacques Rollet-Andriane. Siccome era un ambasciatore e un alto funzionario dell'Unesco [...] non poteva firmare materiale erotico».
La “misteriosa” regia di questo film va attribuita a Louis-Jacques Rollet-Andriane insieme al direttore della fotografia Roberto D'Ettorre Piazzoli (quest'ultimo coadiuvato dall'aiuto regista Peter Sheperd). A fine lavorazione però Rollet-Andriane non fu soddisfatto del risultato e disconobbe il film, ma per Assonitis non vi fu alcun problema per sostituire il suo nome con la dicitura “Anonimo”. Quanto ad Assonitis stesso, egli non diresse il film («non sono mai andato nelle Filippine mentre lo giravano») e collaborò soltanto alla sceneggiatura.
Un'altra idea che, almeno sulla carta, sembrava intrigante, era quella di farlo interpretare a Linda Lovelace, la protagonista del famoso film erotico La vera gola profonda (1972). Ma la Lovelace aveva seri problemi personali all'epoca e, anche se accettò e girò una sequenza (di cui è rimasta nel film montato una estemporanea apparizione in una scena di una festa), il suo ruolo di protagonista venne dapprima cambiato con uno minore ed infine la Lovelace fu sostituita in questo ruolo con un'altra attrice, Michele Stark, una bionda d'origini dell'Europa dell'est, che avrebbe in seguito preso parte a Salon Kitty, Eva nera, Charleston e Bachelor Party - Addio al celibato. Altri protagonisti furono la moglie del regista, Emmanuelle Arsan, nel ruolo di Myrte; l'attore di teatro Orso Maria Guerrini; e Al Cliver (nome d'arte di Pierluigi Conti), il quale piacque al regista fra i molti che si erano presentati per la parte. Il ruolo della protagonista fu dell'attrice francese Annie Belle (vero nome: Annie Brilland). Annie aveva già recitato in alcune pellicole (come Schiave del piacere e Lèvres de Sang, dirette dal «regista delle sexy-vampire», Jean Rollin), ma con Laure (e con La fine dell'innocenza) raggiunse la notorietà e in seguito recitò in altri film quali Rosso sangue o La casa sperduta nel parco. Ricorda Assonitis: «me la portò un produttore-agente inglese, Harry Alan Towers, che aveva per le mani questa “cosetta” molto interessante, tutta pelata, diciottenne, molto carina, molto vispa. Non male nemmeno come attrice». Annie, come del resto Al Cliver, aveva appena terminato le riprese de La fine dell'innocenza di Massimo Dallamano ma, benché in seguito i due attori avrebbero avuto una relazione durata due anni, inizialmente Cliver non sembrava sopportare troppo la giovane francese. Addirittura l'uomo s'impuntò, sostenendo che non voleva più fare il film perché, disse «[…] non mi andava di ritrovarmi ancora 'sta francesina viziata tra i piedi […]; invece, mi convinsero e così Annie ed io passammo tre mesi nelle Filippine insieme... e poi siamo rimasti altri due anni insieme!» 
Laure fu girato nell'estate del 1975 nelle Filippine, quindi nella stagione delle piogge, una circostanza che creò diversi problemi. Oltre alle riprese a Manila, alcune sequenze furono filmate in luoghi infestati dai ribelli, tanto che il governo filippino assegnò una scorta dell'esercito locale alla troupe, per motivi di sicurezza.

## Colonna sonora
La colonna sonora del film è di Franco Micalizzi. Le voci dei cori sono del gruppo Baba Yaga, composto da Isabella Sodani, Rita Mariano e Patrizia Neri, mentre le percussioni sono di Tony Esposito. Emmanuelle Arsan canta il brano Laure. Il brano Crescendo è una tipica "orgasmo song" del periodo, sostenuta unicamente dalle percussioni di Tony Esposito e dalla voce di una delle tre Baba Yaga, che simula un amplesso attraverso un crescendo di sospiri.
La colonna sonora è stata pubblicata nel 1976 nell'album Laure in formato LP dall'etichetta discografica RCA Original Cast, ristampato solamente nel 2009 in un CD contenente tracce precedentemente inedite dall'etichetta Digitmovies; nel 2015 ne è stato ristampato l'LP dall'etichetta discografica GDM.
Precedentemente all'album, nel 1975, fu pubblicato un singolo contenente i due brani Laure ed Emmelle, il primo cantato da Emmanuelle Arsan, il secondo  opera di Franco Micalizzi e la sua Orchestra. Il disco fu stampato in Italia dalla Ricordi International, mentre all'estero fu pubblicato su etichetta RCA Victor (Canada, Germania, Portogallo) e RCA (Giappone).

## Distribuzione
Laure fu distribuito in Italia il 4 febbraio 1976 (nulla osta n. 67662 del 28 gennaio) dalla Euro International Film, vietato ai minori di 18 anni. Il doppiaggio venne eseguito presso gli stabilimenti C.D.S. con la collaborazione della cooperativa C.D. e la direzione di doppiaggio di Massimo Turci.

## Accoglienza

### Critica
Quando il film uscì sugli schermi la critica cattolica lo stigmatizzò per la filosofia del libre amour che promanava dalla storia. I recensori del Centro Cattolico Cinematografico così lo liquidarono: «Il film, irritante al massimo per la sua presunzione di spacciare sentenze (esempi: la gelosia è oscena; l'amore è rinuncia; ogni fede è una delusione; tagliare le catene è solo un inizio; ma cosa fare della libertà?...), è la convinta e compiaciuta affermazione del più sfrenato libertinaggio, contrabbandato come suprema saggezza». Altri critici furono più moderati o ne scrissero “positivamente ma con alcune riserve”, per non parlare delle spesso entusiastiche rivalutazioni più recenti. Manlio Gomarasca, per esempio, sottolinea: «[...] rispetto alla serie ufficiale di Emmanuelle, Laure esalta e eleva all'ennesima potenza l'aspetto erotico voyeuristico (senza mai cadere però nella pornografia) abbondando con eleganza nei generosi nudi delle protagoniste. E se la Arsan insieme a Michele Starck ci regalano una scena saffica al cardiopalma diventata all'epoca l'emblema stesso del film […], Annie Belle, dopo La fine dell'innocenza, esplode in tutta la sua devastante carica erotica: un pube nero come una notte senza luna che fa contrasto con quei capelli corti, molto à la page, di un colore imprecisato tra il biondo ossigenato e il bianco perla. E il film è tutto su di lei […]. Il racconto dell'Arsan viene trasformato in un fumetto alla Milo Manara con echi onirico-surrealisti […] costruendo […] i siparietti erotici nei quali muovere questa divina creatura che non porta mai le mutande, né quando gioca a tennis, né quando va a fare shopping.» 